# وارم ریور (آیداهو)
وارم ریور (به انگلیسی: Warm River) شهری در شهرستان فرمونت ایالت آیداهو است که جمعیت آن در سرشماری سال ۲۰۱۰ میلادی ۳ نفر بوده است.